# Walter Sobchak
Walter Sobchak is een personage uit de film The Big Lebowski van Joel en Ethan Coen. Walter Sobchak wordt gespeeld door John Goodman.
Walter is de beste vriend van de Dude (de hoofdrolspeler van de film) en zit bij hem in hetzelfde bowlingteam. Walter heeft wat vreemde eigenschappen: zo neemt hij het bowlen zo serieus, dat hij bereid is een moord te plegen als er maar eerlijk wordt gespeeld. Verder beweert hij veteraan uit de Vietnamoorlog te zijn en vergelijkt hij veel situaties met die oorlog om zijn zin door te drijven, zelfs wanneer iemand in een restaurant hem vraagt of hij wat minder luidruchtig kan praten. Hoewel hij van Poolse afkomst is en hij orthodox-katholiek is opgevoed, viert hij wel de sabbat, omdat zijn ex joods is. Wanneer de Dude betrokken raakt bij de ontvoering van Bunny en denkt dat ze zichzelf voor extra geld heeft laten ontvoeren, is Walter er opeens helemaal zeker van dat het zo is gegaan, en hij neemt risico's waardoor de Dude dieper in de puree raakt. Walter blijft echter altijd positief en als de situatie hopeloos lijkt, stelt hij voor om te gaan bowlen.